# South Side Main Line
La South Side Maine Line est un tronçon du métro de Chicago qui commence au sud-est du Loop sur Wabash Avenue exploité par la ligne verte  dans son ensemble et par la ligne orange sur le nord des voies afin de rejoindre la Midway Branch.
De Wabash Avenue, une chicane (la Harrison Curve) reconstruite en 2002 lui permet de continuer sur Holden Court vers le sud jusqu'à la station Roosevelt après laquelle les lignes verte  et orange se séparent.
À son extrémité sud, la South Side Main Line, après la station  Garfield, se sépare en deux branches : la Englewood Branch et la Jackson Park Branch.

## Historique

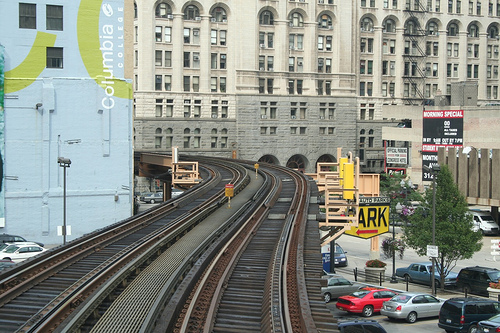
La Harrison Curve qui relie Wabash Avenue & Holden Court

Il s'agit du plus vieux tronçon du réseau du 'L' puisqu'il fut inauguré en 1892 par la South Side Elevated. En 1893, elle fut rapidement prolongée vers le sud, à hauteur de Jackson Park, afin de desservir le site de l'exposition universelle de 1893. Plusieurs autres lignes s'y greffèrent au fil du temps afin de desservir les quartiers sud de la ville avant d’être progressivement démolies les unes après les autres. Aujourd'hui seules les Englewood Branch et Jackson Park Branch restent utilisées.
La ligne verte a été créée en 1993 lorsque la South Side Main Line et ses extensions ont été connectées à la Lake Branch à l'ouest.
Auparavant, elle était connectée au nord au State Street Subway tandis que sa partie nord permettait la connexion de la Dan Ryan Branch avec le Loop ; les aiguillages existent toujours mais sont uniquement utilisés comme voies de service.
En 1994, la South Side Main Line fut comme le reste de la ligne fermée afin d'être rénovée, la station 58th (toujours visible sur le réseau) est fermée tandis que les viaducs et les stations restantes furent rénovées ou reconstruites entièrement selon leur état.
Elle fut réinaugurée le 12 mai 1996 en restant ouverte en permanence, 7 jours sur 7 et 24 heures sur 24 avant que le 27 avril 1998, la Chicago Transit Authority ne supprime la desserte de nuit du tronçon.
Depuis sa réouverture en 1996, toutes les stations de la South Side Main Line sont accessibles aux personnes handicapées.

## Tronçons abandonnés
Beaucoup de lignes du 'L' et leurs extensions ont été construites en suivant l'évolution du logement et des quartiers d'affaires.
L'histoire de la Kenwood  Branch et de la Stock Yards Branch a commencé en 1864 lorsque son tracé était exploité comme une simple ligne de chemin de fer de fret au niveau du sol exploitée par l'Union Stock Yards & Transit Company (USY & T).
La Stock Yards Branch fut construite pour servir un seul secteur (quoique composé de plusieurs entreprises) : les célèbres abattoirs de New City (Union Stock Yards) dans le quartier de Canaryville.

Plan de la South Side Elevated sur lequel on voit les tracés de la Kenwood Branch et de la Stock Yards Branch

 L'année suivante cette installation (qui deviendra le fameux et tentaculaire Union Stock Yards) a ouvert sur une parcelle de 320 hectares entre Halsted Avenue et Ashland Avenue, au sud de 39th Street. Afin de le desservir, l'Union Stock Yards & Transit Company y construit un réseau de lignes ferroviaires complexe dans les parcs à bestiaux ainsi qu'une ligne parallèle est-ouest le long de 40th Street jusqu'aux chantiers navals de l'Illinois Central Railroad près de la 43rd Street et Oakenwald Avenue à proximité du lac Michigan. C'est de cette ligne que commence l'histoire de la Stock Yards Branch et de la Kenwood Branch.
 
Dès 1882, un service de passagers y était également assuré de manière sommaire avec des points d'arrêt à Lake Park, Cottage Grove, Langely, Vincennes, Grand Boulevard relié à la ligne vers LaSalle Street Station aujourd'hui exploitée par le réseau de trains de banlieue Metra.
En 1898, une desserte est assurée en journée jusqu’à la station Indiana à hauteur de 40th Street afin de permettre le transfert de passagers vers la ligne de la South Side Elevated, première ligne de métro à Chicago. La même année est fondée la Chicago Junction Railway qui reprend les actifs de plusieurs sociétés de chemin de fer à Chicago dont celles de l'Union Stock Yards & Transit Company.
Le service de service passagers a continué jusqu'en 1904, lorsque à la suite des pressions des riverains et du lobbying de la South Side Elevated pour exploiter le tronçon en métro, des travaux de mise à niveau ne débutent. Dès le 16 mars 1903, le conseil municipal de Chicago avait adopté une ordonnance exigeant la mise sur viaducs des voies afin de les séparer du trafic routier. L'investissement étant considéré comme très élevé (voir carrément non rentable), la Chicago Junction Railway céda pour cinquante ans (avec une option d'achat) ses droits de passages pour un montant mensuel à la South Side Elevated qui prit en charge les travaux ainsi que l'exploitation du tracé.
Cet accord signé le 30 septembre 1903 comportait également une clause stipulant que si la South Side Elevated ne versait pas de loyers à la Chicago Junction Railway durant une période de six mois, cette dernière pourrait saisir les biens et les exploiter elle-même.
Cette clause est d'ailleurs devenue un enjeu majeur des années plus tard, aussi bien pour le Chicago Rapid Transit (CRT) que pour la Chicago Transit Authority (CTA) lors de la reprise des actifs.

### Kenwood Branch
En raison de certains retards de construction, la Kenwood Branch n'a ouvert que le 20 septembre 1907. La nouvelle ligne de deux kilomètres et de six stations fut bâtie sur un remblai en béton sauf à l’approche de la station Indiana ou l’acier fut privilégié.
La Kenwood Branch fut modestement fréquentée en comparaison d’autres tronçons du 'L' jusqu’aux années 1930 à partir desquelles de nombreux immeubles furent dressés sur Drexel Boulevard ce qui augmenta considérablement le nombre d’habitants et de passagers sur la ligne. Le quartier fut peuplé dans un premier temps d’immigrés juifs polonais ou allemands avant qu’à partir des années 1950, il ne soit, comme les autres quartiers du sud de Chicago, colonisé par des nombreux afro-américains.

### Stock Yards Branch
La Stock Yards Branch s'étendait vers l'ouest de la station Indiana vers les parcs à bestiaux de l'Union Stock Yards (grands abattoirs) dans le quartier de Canaryville.
À l'origine, il était prévu que cette branche soit desservie par des rames en provenance du Loop directement ce qui aurait isolé la ligne des travailleurs du sud de Chicago et de la Kenwood Branch qui utilisait l'ancienne voie de l'Union Stock Yards & Transit Company à l'est. Il fut donc décidé de la relier à la station Indiana où les voyageurs pouvaient changer de rame peu importe leur provenance et leur destination.
La plus grande particularité de cette ligne fut sans conteste le fait qu'elle circulait au-dessus de champs et d'enclos à bestiaux.
Contrairement à son homologue, la Kenwood Branch, la Stock Yards Branch a été construite entièrement sur une structure d'acier élevée.
La Stock Yards Branch fut ouverte le 8 avril 1908 accueillant 25 000 voyageurs le premier jour de service (même si la plupart d'entre eux étaient des curieux avides de voir l’infâme Union Stock Yards de haut). Ce succès s’explique par les publicités faites par la South Side Elevated dans les journaux de Chicago en vantant la facilité de se rendre désormais à l’Union Stock Yards pour y travailler ou pour le visiter grâce au 'L'.
La branche de 4,7 kilomètres avait huit stations: quatre le long de la ligne centrale et les quatre autres dans la boucle de demi-tour à l'ouest, desservie par une voie unique dans le sens contraire aux aiguilles d'une montre. Le service de base se composait de navettes Yards-Indiana en semaine et à quelques exceptions de rames en provenance de Kenwood.
La Stock Yards Branch a fonctionné pendant plusieurs décennies avec peu de changements profitant des 50 000 travailleurs du site de production de viande (Le plus gros centre des États-Unis à l’époque) pour dégager un bénéfice.
Le 22 décembre 1910 un incendie se déclara dans l'entrepôt sept de la compagnie Nelson Morris mais heureusement, le 'L' échappa à des dommages importants. Environ 25 ans plus tard, le 'L' n'eut pas la même chance, le 19 mai 1934, un autre incendie se déclara à la suite du jet d'un mégot qui embrasa les herbes sèches à proximité et entraina la destruction de plusieurs hangars ainsi qu’une rame de deux wagons en attente à la station Exchange.
Si la restauration de la structure fut rapidement assurée, la reprise du service fut retardée jusqu'au 16 janvier 1935 avant que les différents opérateurs ne se mettent d'accord sur la responsabilité de chacun le taux d’intervention de chacun dans la reconstruction.

### Leur déclin
Le déclin de la Kenwood Branch a commencé bien avant la création de la Chicago Transit Authority en 1947, les résultats enregistrés étaient insuffisants et le Chicago Rapid Transit avait déjà dès 1935, cessé le versement de loyers sur ce tronçon. Le Chicago Railway Junction a tenté d'expulser le Chicago Rapid Transit mais vu la mauvaise santé financière de la compagnie, la décision fut suspendue par la Cour Fédérale sur la faillite.
Finalement, le juge en chef a réalisé qu'il n'y avait rien à faire surtout sachant que l'exploitation du tronçon était impossible au plaignant qui ne possédait pas de rames conformes aux spécificités de la ligne. L'exploitation resta donc assurée par le Chicago Rapid Transit qui sur ordonnance de la cour du y limiter ses frais et verser la différence sous forme de loyer au Chicago Railway Junction.
En 1947, la Chicago Transit Authority a repris les actifs du Chicago Rapid Transit et pris en charge le fonctionnement du 'L' ainsi que du réseau de surface. La Chicago Transit Authority décida très vite que la Kenwood Branch n'avait que peu d'avenir et que sa desserte pourrait facilement être assurée par des bus plus économiques.
En 1949, dans le cadre de la révision du service Kenwood Branch fut limitée à une navette jusque Indiana n’empruntant plus South Side Main Line vers le Loop.
De l'autre côté, sur la Stock Yards Branch, les taux de fréquentation devint extrêmement faible au début des années 1950 en suivant la baisse de production et la désertion des parcs à bestiaux de l'Union Stock Yards (grands abattoirs de New City), délaissés pour de plus petits centres de production régionaux.
Ces décisions et la diminution de fréquentation isolèrent encore un peu plus ces deux branches du reste du réseau et dès 1950, la Chicago Transit Authority annonça sa volonté de les fermer.
Le 22 août 1956, un incendie majeur s'est à nouveau déclaré dans les parcs à bestiaux, cette fois dans la partie sud-ouest de Packingtown à la station Packers. L'incendie endommagea gravement la structure et limitant la desserte aux autres stations sur une voie unique en aller-retour. Malgré des résultats décevant, le service fut restauré le 8 avril 1957.
Quelques mois plus tard malgré ces investissements et malgré l'insistance politique, la Chicago Transit Authority décida de fermer ces deux lignes en ajoutant à la baisse du nombre de passagers, les frais engendrés par la ligne, sa rénovation obligatoire, le loyer payable au Chicago Railway Junction pour justifier sa décision.
La Stock Yards Branch fut fermée le 6 novembre 1957 tandis que la Kenwood Branch le fut le 30 novembre 1957 date d'expiration du bail initial de cinquante ans.
La desserte fut reprise par un bus, aujourd'hui c'est le 43 qui suit l'ancien tracé de la boucle des Yards.